# دکتر جکیل و خانم هاید
دکتر جکیل و خانم هاید (به انگلیسی: Dr. Jekyll and Ms. Hyde) فیلمی محصول سال ۱۹۹۵ و به کارگردانی دیوید پرایس است. در این فیلم بازیگرانی همچون شان یانگ، تیم دالی، لایست آنتونی، هاروی فایراستین، استیون توبولوسکی، جرمی پیون، پالی برگن ایفای نقش کرده‌اند.

## خلاصه داستان
دکتر ریچارد جکس محققی است که در یک شرکت بزرگ عطر کار می‌کند. پروژه‌های او با شکست مواجه شده‌اند و رئیس اجرایی اش، به فکر جایگزینی او با یک زن است. پس از فوت پدربزرگش، ریچارد در خواندن وصیت نامه شرکت می‌کند. او چیزی جز یادداشت‌های آزمایش‌های علمی دریافت نمی‌کند و می‌فهمد که جد او دکتر هنری جکیل بوده‌است. او سپس تصمیم می‌گیرد که استروژن بیشتری را به مخلوطی که جکیل درست کرده بود اضافه کند به این امید که ماده مصرفی خطر کمتری داشته باشد. ریچارد با دیدن علائم حیاتی خود پس از مصرف آن ماده ساخته شده بر اساس فرمول متقاعد می‌شود که این فرمول بی اثر است، سپس در مصاحبه شغلی شرکت می‌کند.
اگرچه در ابتدا همه چیز طبیعی به نظر می‌رسد، اما پس از مدتی صدای ریچارد شروع به تغییر می‌کند، ناخن‌های او بلند می‌شوند. سپس او احساس ناخوشایندی در ناحیه کشاله ران خود می‌کند و با ناپدید شدن مردانگی اش، وحشت می‌کند. سپس، موهای سر او بلند می‌شود و سینه‌هایش بزرگ می‌شود. او شرمسار است، اما ریچارد دوباره به آزمایشگاه می‌رود و آن جا خود را هلن هاید معرفی می‌کند و خودش را به عنوان دستیار جدید ریچارد معرفی می‌کند. او گزارش‌های خود را بازنویسی می‌کند، با مافوق خود، ایو دوبوسیو و الیور مینتز ارتباط برقرار می‌کند. بعداً، هلن هاید نامزد ریچارد، سارا را ملاقات می‌کند و با او دوست می‌شود.
روز بعد، پس از اظهارات چندین نفر از همکاران، ریچارد متوجه می‌شود که هلن هاید واقعی بوده‌است اما ریچارد قادر به یادآوری هیچ‌یک از خاطراتش نیست. با این وجود، او احساس قدرتمند بودن می‌کند و سارا را برای صرف یک وعده غذایی عاشقانه به خانه خود دعوت می‌کند. به نظر می‌رسد همه چیز خوب پیش می‌رود تا اینکه متوجه شود که دوباره دارد به هلن هاید تبدیل می‌شود و باعث می‌شود سارا که سردرگم شده و ترسیده‌است فرار کند. هلن هاید از داشتن یک بدن مشترک با ریچارد به شدت ناراحت است. او یکی از همکاران ریچارد به نام پیت را اغفال می‌کند و تحقیقات او را می دزد. او حتی سعی می‌کند تا الیور مینز را اغوا کند. درست هنگامی که آنها در حال برقراری رابطه جنسی هستند، او دوباره به ریچارد تغییر می‌کند و در حمام پنهان می‌شود و از طریق یک پنجره فرار می‌کند. به دلیل معاشرت و رابطه با الیور، هلن به عنوان برترین کارمند در محل کار شناخته می‌شود. وقتی که سارا در حال جستجو است وحشت می‌کند و کمد خود را پر از لباس‌های زیر می‌بیند. این باعث می‌شود که سارا به این باور برسد که ریچارد و هلن هاید با هم رابطه دارند.
هلن سپس دوبیس و مینز ملاقات می‌کند، عطری که او از ریچارد به سرقت برده را ارائه می‌کند. در این جلسه با اغواگری هردو مرد را ترغیب کند تا کارش را بپذیرند. پس از آنکه آن‌ها راجع به رزومه دروغین او سؤال می‌کنند، او با دوبیس رابطه عاشقانه برقرار می‌کند تا او را متقاعد کند. هلن سپس از طریق پیامی ویدئویی در مورد اهداف خود به ریچارد هشدار می‌دهد و می‌خواهد که جسمش را کاملاً در اختیار او قرار دهد. ریچارد متوجه می‌شود که به تدریج مدت زمان بیشتری از روز هلن هاید است تا خودش و در حال تبدیل شدن کامل به اوست. او سعی می‌کند هلن را در مقابل مافوق خود تحقیر کند، به این امید که بعد از تغییر شکل او هلن را برای همیشه از بین ببرد. اما هلن با تأخیر در تغییر شکل، موفق به پیشی گرفتن از ریچارد می‌شود و باعث اخراج ریچارد می‌شود.
سرانجام سارا با دیدن فیلم‌های امنیتی دوربین مدار بسته در مورد ادعاهای ریچارد متقاعد می‌شود. ریچارد فرمولی را بدست می‌آورد که بخش زنانه خود را به‌طور مؤثری از بین ببرد، اما او باید آن ماده را زمانی که جسمش به شکل هلن است و در یک بازه زمانی خاص مصرف کند. برای جلوگیری از فرار او، ریچارد دستهای و پاهای خود را بست. پس از تغییر شکل، سارا تلاش می‌کند آن ماده را به هلن تزریق کند، اما با شکست مواجه می‌شود - فقط حدود ۲۰٪ از آن را تزریق می‌کند، و باعث می‌شود اعضا بدنش به‌طور خودبخود و تصادفی بین زن و مرد تغییر کند. در آپارتمان آتش‌سوزی رخ می‌دهد و هلن موفق به فرار می‌شود.
هلن در زمان عرضه عطری که از ریچارد به سرقت برده‌است تغییر شکل می‌دهد همان‌طور که او در حال تغییر است، اثرات فرمول باعث می‌شود که او به‌طور موقت تغییر شکل دهد. سینه‌های او نیز از بین می‌رود و دوباره ظاهر می‌شود. سارا، که به مهمانی رفته‌است، در یک تریبون پنهان می‌شود و منتظر می‌ماند تا فیلم تبلیغاتی آغاز شود و ماده ای که منجر به تغییر می‌شود را به هلن تزریق می‌کند در اثر آن هلن به ریچارد تغییر شکل می‌دهد. ریچارد بالاخره این کار را تمام کرده‌است اما می‌بیند که اکنون او در اتاقی پر از همکارانش قرار دارد در حالی که لباس زنانه پوشیده‌است و ایستاده‌است. ریچارد سخنرانی می‌کند که چگونه تنها راهی که او می‌توانست زن‌ها را درک کند تبدیل شدن به یک زن بوده‌است. پس از آن به او یک تعطیلات و همچنین سفر تبلیغاتی پیشنهاد می‌شود و ریچارد آن را قبول می‌کند و با سارا به سفر می‌رود.